# 桂依央利
桂 依央利（かつら いおり、1991年7月9日 - ）は、大阪府大阪市東住吉区出身の社会人野球選手、コーチ、元プロ野球選手（捕手）。右投右打。

## 経歴

### プロ入り前
小学校2年から、南百済ファイターズでソフトボールを始め、中野中学校時代は東住吉ボーイズに所属。太成学院大学高等学校では1年秋から背番号5でベンチ入り。高校の2年後輩に今村信貴がいる。
大阪商業大学では2年春に正捕手となる。4年春秋と首位打者、ベストナイン。第44回明治神宮野球大会では準決勝で敗退。関西六大学リーグでは72試合出場で通算65安打、打率.290、1本塁打、20打点。
2013年度プロ野球ドラフトで中日ドラゴンズから3位指名を受け入団。背番号は40。チームメイトの橋爪大佑も同じく中日からドラフト指名を受けた。

### 中日時代
2014年はイップスにより二塁への送球どころか投手への返球もままならず、6月には二塁への送球をマウンド上の伊藤準規投手に当て負傷退場させた。一軍出場はなかった。
2015年4月21日、対東京ヤクルトスワローズ戦5回裏の打席で成瀬善久からプロ入り初安打となるソロ本塁打。この試合では先発投手を務めた大野雄大を完投勝利に導いている。
2016年は自身初の開幕一軍スタメンを掴んだ。その後は杉山翔大との激しい正捕手争いを演じ、59試合に出場した。オフに左膝の半月板縫合手術を受けた。
2017年はリハビリに費やし一軍・二軍とも出場なしに終わった。
2018年には二軍戦に復帰するも一軍出場なしに終わった。
2019年、6月3日に3年ぶりのヒットを打った。3年ぶりの一軍出場を果たしたが6月10日に二軍へ降格。
2020年6月21日に練習中に負傷し、左有鈎骨鈎骨片摘出手術を受けた。その影響もあり、一軍では終盤間際の2試合の出場に留まった。
2021年は、5月23日にシーズン初スタメン。6月6日のオリックス・バファローズ戦に先発出場し、3打数3安打でプロ初の猛打賞を記録した。
6月12日の埼玉西武ライオンズ戦では、森脇亮介から5年ぶりの本塁打を放った。
2022年は10試合の出場に終わり、10月22日に球団から戦力外通告を受けた。

### 中日退団後
現役続行を目指して2022年11月8日に楽天生命パーク宮城で行われた12球団合同トライアウトに参加したが3打席で無安打、2三振を喫しNPB球団との契約には至らなかった。
同年12月1日、社会人野球チームの日立製作所硬式野球部へ選手兼任コーチとして加入することが発表された 。

## 選手としての特徴
遠投は115m、捕球から二塁到達までのタイムは1.85秒と強肩である。リードについては小川将俊バッテリーコーチは「セオリーを重んじる」タイプと評する一方、「状況に応じてもっと臨機応変な柔軟性を持ってほしい」と述べている。

## 詳細情報

### 年度別打撃成績
| 年 度    | 球 団    | 試 合 | 打 席 | 打 数 | 得 点 | 安 打 | 二 塁 打 | 三 塁 打 | 本 塁 打 | 塁 打 | 打 点 | 盗 塁 | 盗 塁 死 | 犠 打 | 犠 飛 | 四 球 | 敬 遠 | 死 球 | 三 振 | 併 殺 打 | 打 率 | 出 塁 率 | 長 打 率 | O P S |
| -------- | -------- | ----- | ----- | ----- | ----- | ----- | -------- | -------- | -------- | ----- | ----- | ----- | -------- | ----- | ----- | ----- | ----- | ----- | ----- | -------- | ----- | -------- | -------- | ----- |
| 2015     | 中日     | 47    | 113   | 105   | 8     | 24    | 1        | 1        | 2        | 33    | 7     | 1     | 0        | 5     | 0     | 3     | 0     | 0     | 33    | 2        | .229  | .250     | .314     | .564  |
| 2016     | 中日     | 59    | 164   | 143   | 7     | 26    | 5        | 0        | 3        | 40    | 11    | 0     | 0        | 7     | 1     | 11    | 2     | 2     | 38    | 3        | .182  | .248     | .280     | .528  |
| 2019     | 中日     | 4     | 9     | 8     | 1     | 2     | 0        | 0        | 0        | 2     | 0     | 0     | 0        | 1     | 0     | 0     | 0     | 0     | 2     | 0        | .250  | .250     | .250     | .500  |
| 2020     | 中日     | 2     | 9     | 9     | 1     | 2     | 1        | 0        | 0        | 3     | 2     | 0     | 0        | 0     | 0     | 0     | 0     | 0     | 3     | 0        | .222  | .222     | .333     | .556  |
| 2021     | 中日     | 36    | 75    | 71    | 6     | 18    | 4        | 2        | 1        | 29    | 7     | 0     | 0        | 2     | 0     | 1     | 0     | 1     | 24    | 2        | .254  | .274     | .408     | .682  |
| 2022     | 中日     | 10    | 9     | 9     | 1     | 2     | 0        | 0        | 0        | 2     | 0     | 0     | 0        | 0     | 0     | 0     | 0     | 0     | 2     | 0        | .222  | .222     | .222     | .444  |
| NPB：6年 | NPB：6年 | 158   | 379   | 345   | 24    | 74    | 11       | 3        | 6        | 109   | 27    | 1     | 0        | 15    | 1     | 15    | 2     | 3     | 102   | 7        | .214  | .253     | .316     | .569  |

### 年度別守備成績
| 年 度 | 球 団 | 捕手  | 捕手  | 捕手  | 捕手  | 捕手  | 捕手     | 捕手  | 捕手     | 捕手     | 捕手     | 捕手     |
| 年 度 | 球 団 | 試 合 | 刺 殺 | 補 殺 | 失 策 | 併 殺 | 守 備 率 | 捕 逸 | 企 図 数 | 許 盗 塁 | 盗 塁 刺 | 阻 止 率 |
| ----- | ----- | ----- | ----- | ----- | ----- | ----- | -------- | ----- | -------- | -------- | -------- | -------- |
| 2015  | 中日  | 46    | 249   | 19    | 4     | 4     | .985     | 6     | 28       | 20       | 8        | .286     |
| 2016  | 中日  | 59    | 346   | 36    | 2     | 7     | .995     | 1     | 27       | 16       | 11       | .407     |
| 2019  | 中日  | 4     | 13    | 0     | 0     | 0     | 1.000    | 0     | 1        | 1        | 0        | .000     |
| 2020  | 中日  | 2     | 14    | 4     | 0     | 0     | 1.000    | 1     | 3        | 0        | 3        | 1.000    |
| 2021  | 中日  | 35    | 149   | 17    | 2     | 2     | .988     | 1     | 20       | 12       | 8        | .400     |
| 2022  | 中日  | 10    | 32    | 3     | 0     | 0     | 1.000    | 1     | 1        | 0        | 1        | 1.000    |
| 通算  | 通算  | 156   | 803   | 79    | 8     | 13    | .991     | 10    | 80       | 49       | 31       | .388     |

### 記録
- 初出場・初先発出場：2015年4月21日、対東京ヤクルトスワローズ4回戦（ナゴヤドーム）、8番・捕手で先発出場
- 初打席：同上、2回裏に成瀬善久から一塁ゴロ
- 初安打・初本塁打・初打点：同上、5回裏に成瀬善久から左越ソロ
- 初盗塁：2015年7月7日、対阪神タイガース13回戦（倉敷マスカットスタジアム）、7回表に二盗（投手：岩田稔、捕手：鶴岡一成）

### 背番号
- 40（2014年 - 2017年）
- 68（2018年 - 2022年）

### 登場曲
- 「Get It Girl feat. T-Pain」Mann（2015年 - 2016年）
- 「DADDY [Feat. CL of 2NE1」PSY（2016年 - ）